# Linn Blohm

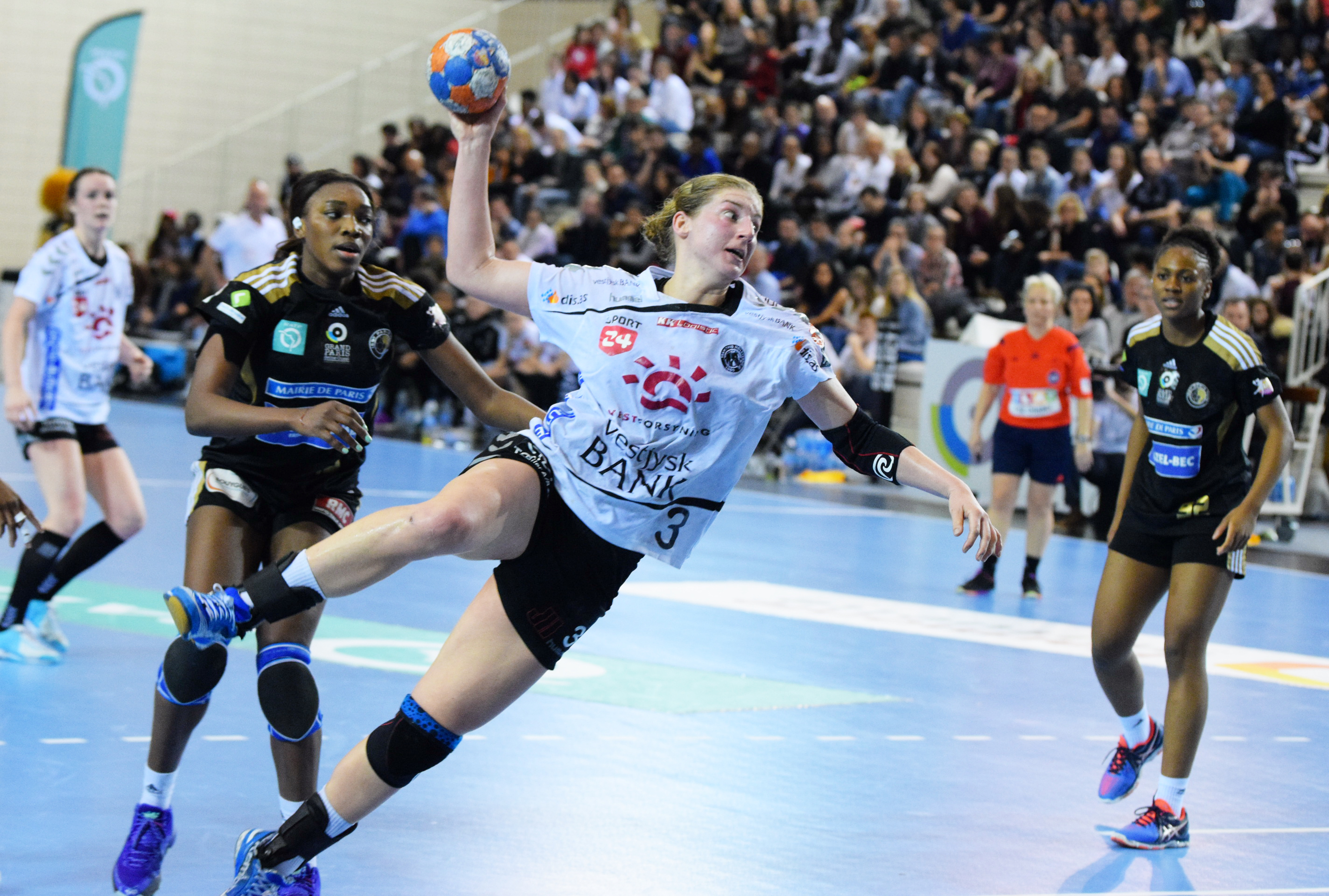
Linn Blohm med Team Tvis Holstebro, 2016.

Linn Christina Blohm, född 20 maj 1992 på Ingarö i Stockholms län, är en svensk handbollsspelare (mittsexa).

## Karriär
Linn Blohm inledde karriären i Gustavsbergs IF, men flyttade till IK Sävehof 16 år gammal då hon började på handbollsgymnasium. 2008 till 2014 spelade hon för IK Sävehof och tog tre SM-guld (2012, 2013 och 2014). Hon drabbades av en korsbandsskada i Sävehof den 3 november 2013, som hon framgångsrikt rehabiliterade sig från. Efter säsongen 2014 lämnade hon Sävehof för spel i danska Team Tvis Holstebro. Det blev bara två säsonger i Tvis Holstebro. 2016 bytte hon klubb till FC Midtjylland Håndbold. 2017 var hon gravid och missade VM i Tyskland men var med vid EM 2018. Sommaren 2018 bytte hon klubb till København Håndbold. 2020 började hon spela för det rumänska klubblaget CS Minaur Baia Mare. Hon stannade där en säsong innan hon 2021 bytte till ungerska Győri Audi ETO KC. Säsongen 2021/2022 blev hon inröstad i EHF Champions Leagues All-Star Team som säsongens bästa mittsexa.
2020 utsågs Blohm till Årets handbollsspelare i Sverige av det Svenska Handbollförbundet. Hon blev uttagen igen 2024.

### Landslagsspel
Blohm var lagkapten för det svenska juniorlandslaget (U18) och ungdomslandslaget (U20) födda 1992-1993 från start till slut (2008-2012). Där medverkade hon i JEM 2009 (sjunde plats), JVM 2010 (guld), UEM 2011 (femte plats) och UVM 2012 (guld). I juniorlandslaget spelade hon 34 matcher och stod för 89 mål. I ungdomslandslaget spelade hon 30 matcher med 58 gjorda mål. Debut gjorde hon i A-landslaget 2011 mot Norge och mästerskapsdebuterade vid EM 2012. Hon har sedan dess spelat i tolv mästerskap: EM 2012, EM 2014, VM 2015, OS 2016, EM 2016, EM 2018, VM 2019, EM 2020, OS 2020, VM 2021, EM 2022 och VM 2023. Vid VM 2019 och VM 2023 blev hon uttagen som mittsexa i All-Star Team.

## Meriter
Med klubblag
- EHF Champions League:
  -  2024 med Győri Audi ETO KC
  -  2022 med Győri Audi ETO KC
- EHF European League:
  -  2015 med TTH Holstebro
  -  2021 med CS Minaur Baia Mare
- EHF Cup Winners' Cup:
  -  2016 med TTH Holstebro
- Ungersk mästare:
  -  2022 och 2023 med Győri Audi ETO KC
- Ungerska cupen:
  -  2022 och 2023 med Győri Audi ETO KC
- Svensk mästare:
  -  2012, 2013 och 2014 med IK Sävehof

Individuella utmärkelser
- All-Star Team VM 2019 och VM 2023
- All-Star Team Danska ligan 2020
- All-Star Team EHF Champions League 2022
- Årets handbollsspelare i Sverige 2020 och 2024

## Personligt
Blohm är sedan födseln helt döv på vänster öra.